# Anthony Andrews

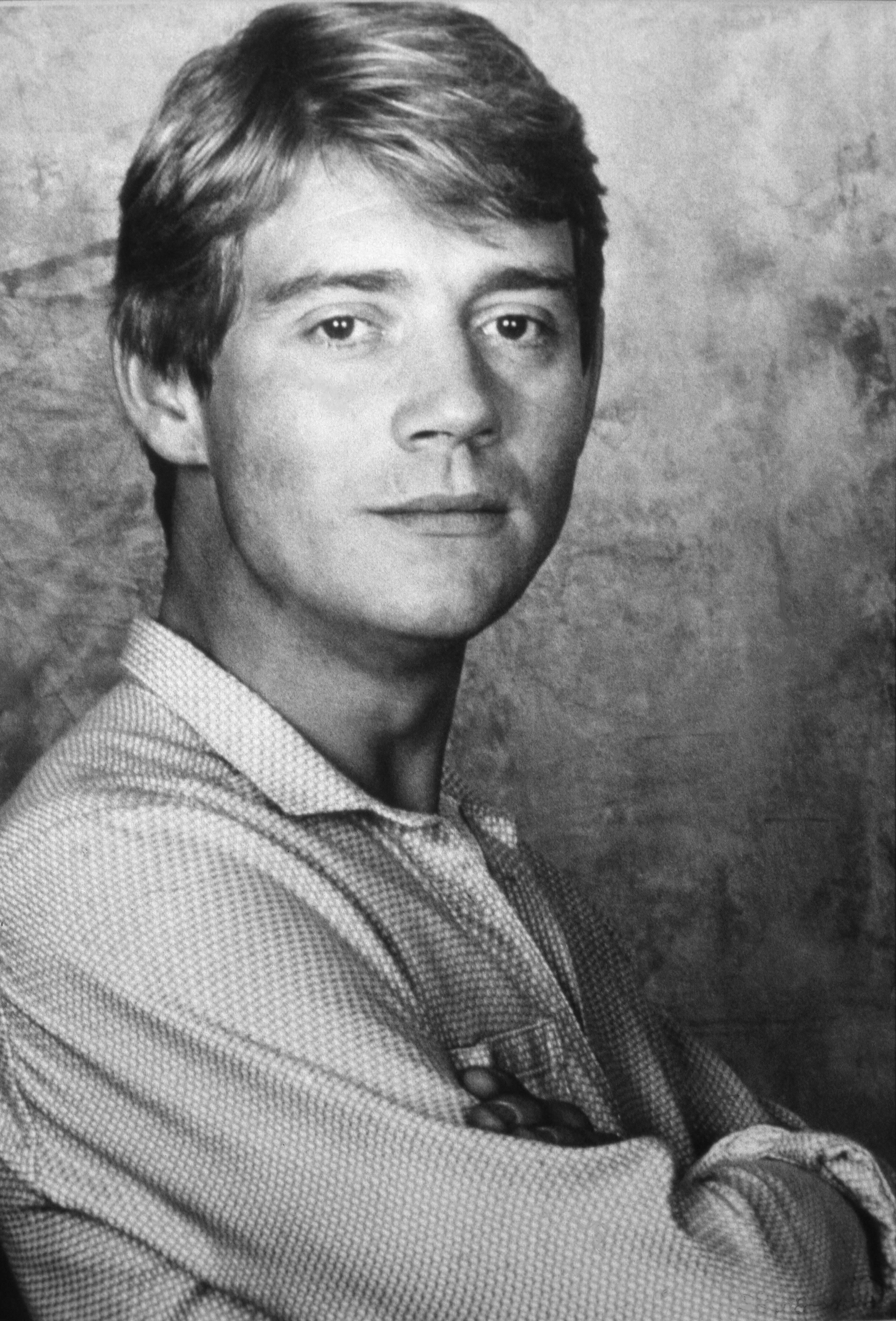
Anthony Andrews (1982)

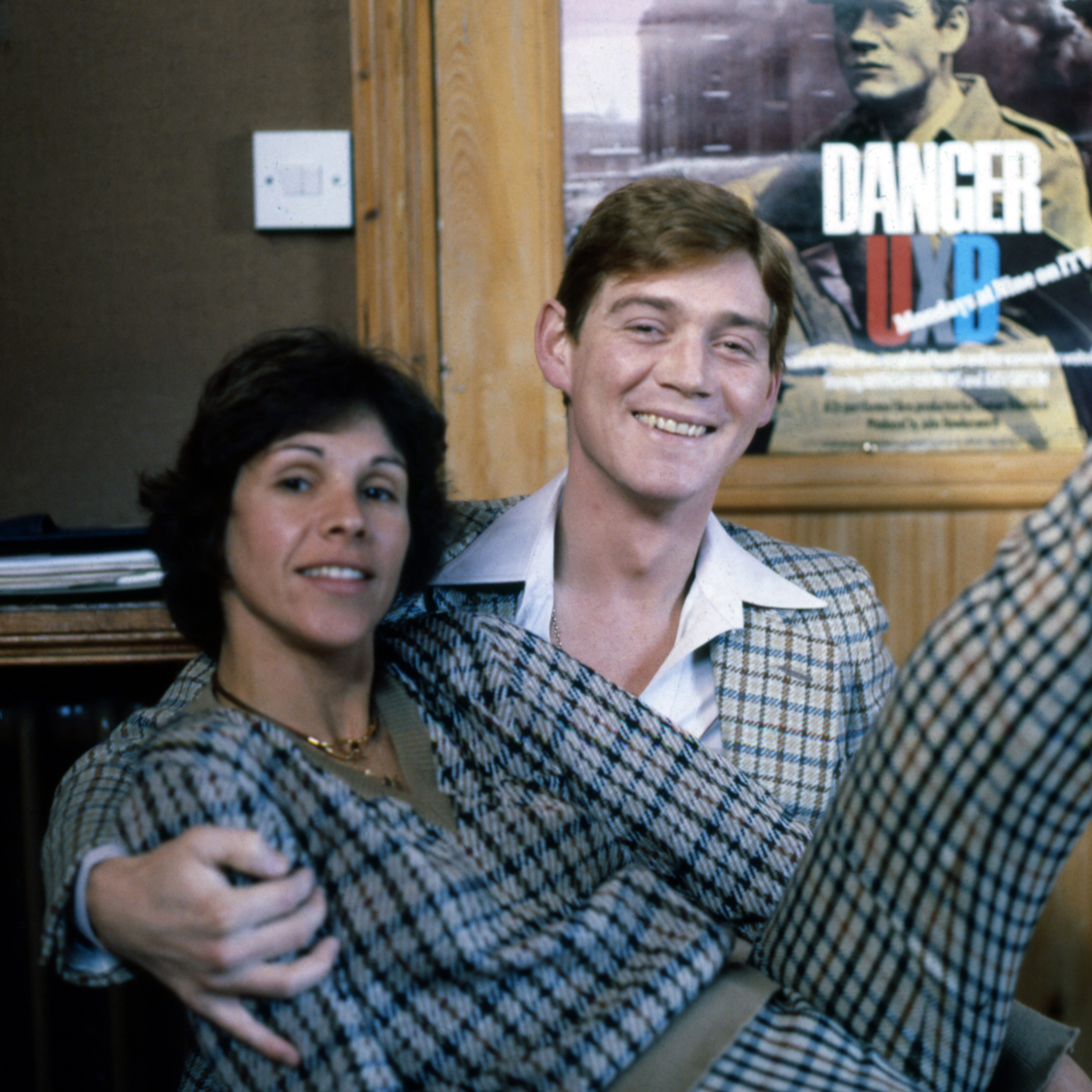
Anthony Andrews und Ehefrau Georgina Simpson

Anthony Corin Gerald Andrews (* 12. Januar 1948 in London, Großbritannien) ist ein britischer Schauspieler und Filmproduzent.

## Biografie
Anthony Andrews, Sohn eines Musikers und einer Tänzerin, wurde 1948 in London geboren und wuchs im nördlichen Stadtteil North Finchley auf. Im Alter von acht Jahren erhielt er Tanzunterricht und stand zum ersten Mal als „weißes Kaninchen“ in einer Inszenierung von Alice im Wunderland auf der Bühne. Während seiner Schulzeit galt Andrews als scheu und litt unter Dyslexie, ehe er von seinem Englischlehrer mit der Rolle der Athene in der Inszenierung in einer griechischen Tragödie betraut wurde. Er fand Gefallen an der Schauspielerei, verließ aber frühzeitig im Alter von 17 Jahren die Schule.
Nach einer Reihe von Gelegenheitsarbeiten, darunter als Caterer, Farmer und Journalist, fand er Anstellung beim Theater in Chichester. Dort errang er bald die Position eines Assistant Stage Managers und Ersatzdarstellers. 1968 sprach er für eine Rolle in Alan Bennetts damals neuen Stück Forty Years On vor, in dem John Gielgud den Rektor einer britischen Public School zu Zeiten des Ersten Weltkriegs mimte. Andrews erhielt den Zuschlag für die Rolle des Skinner, einer der zwanzig Schuljungen, die durch die erlebten Kriegsgeschehnisse ihre Unschuld verloren. Andrews hatte so die Gelegenheit, anderthalb Jahre mit John Gielgud zusammenzuarbeiten.
Andrews übernahm ab den späten 1960er-Jahren erste Film- und Fernsehrollen. 1975 spielte er den Marquis of Stockbridge in der erfolgreichen Fernsehserie Das Haus am Eaton Place. Ursprünglich sollte Andrews die Rolle des William Bodie in der ab 1977 produzierten Fernsehserie Die Profis übernehmen; jedoch wurde Andrews nach vier Tagen am Set entlassen, da man ihn für fehlbesetzt hielt, und die Rolle wurde mit Lewis Collins neubesetzt. Dennoch wuchs sein Bekanntheitsgrad allmählich, etwa durch die Serie Danger UXB von 1979.
Einen seiner größten Erfolge erzielte er 1981 mit seiner Darstellung des homosexuellen Exzentrikers Lord Sebastian Flyte in der elfteiligen Serie Wiedersehen mit Brideshead an der Seite von Jeremy Irons. Die weltweit populäre Verfilmung von Evelyn Waughs Roman Wiedersehen mit Brideshead brachte Andrews unter anderem den britischen Fernsehpreis BAFTA und einen Golden Globe ein. Auch im weiteren Verlauf seiner Karriere wurde der blonde, elegant wirkende Darsteller besonders oft auf Aristokraten oder andere Figuren der Oberschicht besetzt; ein Typecasting, dem er irgendwann zu entgehen suchte.
In den 1980er-Jahren folgten weitere Hauptrollen in ambitionierten Fernsehproduktionen, häufig Literaturverfilmungen oder historische Stoffe. 1982 spielte er gleich zwei Abenteuerhelden: Wilfred of Ivanhoe in Ivanhoe nach dem gleichnamigen Romanklassiker, und Sir Percy Blakeney in Das scharlachrote Siegel. 1985 gab er den Nero in der Miniserie A.D. – Anno Domini, 1987 den dubiosen Johnnie Aysgarth im Fernsehfilm Suspicion, der Verdacht (eine Neuverfilmung von Hitchcocks Verdacht) und 1989 Dr. Henry Jekyll/Edward Hyde in einer Fernsehadaption von Der seltsame Fall des Dr. Jekyll und Mr. Hyde. Andrews trat auch in amerikanischen Serien auf, so verkörperte er 1989 den Mörder Elliott Blake in der Columbo-Episode Tödliche Tricks. In Kinoproduktionen war Andrews eher seltener anzutreffen, hervorzuheben ist vor allem sein Auftritt in John Hustons Literaturverfilmung Unter dem Vulkan aus dem Jahr 1984.
Seit den 1990er-Jahren tritt Andrews nur noch selten vor die Kamera und spielt vermehrt Theater. Zu seinen Theaterrollen gehörten Count Fosco in dem Musical The Woman in White, Prof. Henry Higgins in mehreren Produktionen von My Fair Lady seit 2001 und Pastor Manders in dem Ibsen-Stück Gespenster. Ebenfalls wirkte er bei New Shakespeare Company und dem Chichester Festival Theatre während mehrerer Spielzeiten mit.
Neben der Schauspielerei zeigte er sich auch als Filmproduzent des preisgekrönten Dramas Gulag 3 (1991) und des Gruselfilms Haunted – Haus der Geister (1995) verantwortlich, in denen er außerdem tragende Rollen übernahm. 2010 war er nach längerer Zeit wieder in einem Kinospielfilm zu sehen, als er den Premierminister Stanley Baldwin in dem oscarprämierten Filmdrama The King’s Speech verkörperte.
Anthony Andrews ist seit 1971 mit Georgina Simpson (* 1946), einer ehemaligen Schauspielerin und Erbin des renommierten Londoner Kaufhauses Simpson’s, verheiratet. Sie haben drei gemeinsame Kinder. Das Ehepaar hält Verbindungen zum britischen Königshaus, insbesondere sind sie eng mit Prinzessin Anne befreundet.

## Filmografie (Auswahl)
- 1968: A Beast with Two Bricks (Fernsehfilm)
- 1973: Ein Hamburger für 10 Millionen (Take Me High)
- 1974: The Fortunes of Nigel (Fernseh-Miniserie, 5 Folgen)
- 1974: Percy – Der Potenzprotz (Percy's Progress)
- 1974: David Copperfield (Fernseh-Miniserie, 4 Folgen)
- 1975: Das Haus am Eaton Place (Upstairs, Downstairs, Fernsehserie, 3 Folgen)
- 1975: Das Sonderkommando (Operation Daybreak)
- 1979: Danger UXB (Fernsehserie, 13 Folgen)
- 1981: Love Boat (The Love Boat, Fernsehserie, 2 Folgen)
- 1981: Das letzte Paradies – Schatten der Vergangenheit (Mistress of Paradise, Fernsehfilm)
- 1981: Wiedersehen mit Brideshead (Brideshead Revisited, Fernseh-Miniserie, 6 Folgen)
- 1982: Ivanhoe (Fernsehfilm)
- 1982: Das scharlachrote Siegel (The Scarlet Pimpernel, Fernsehfilm)
- 1983: Zwei Leichen beim Souper (Sparkling Cyanide, Fernsehfilm)
- 1984: Unter dem Vulkan (Under the Volcano)
- 1985: Anno Domini (A.D., Fernseh-Miniserie, 5 Folgen)
- 1985: Der 4 1/2 Billionen Dollar Vertrag (The Holcroft Covenant)
- 1986: Der zweite Sieg (The Second Victory)
- 1987: Suspicion, der Verdacht (Suspicion, Fernsehfilm)
- 1987: The Lighthorsemen
- 1988: Stürme des Herzens (Bluegrass, Fernsehfilm)
- 1988: König ihres Herzens (The Woman He Loved, Fernsehfilm)
- 1988: Hanna’s War
- 1989: The Strange Case of Dr. Jekyll and Mr. Hyde (Fernsehfilm)
- 1989: Columbo: Tödliche Tricks (Columbo Goes to the Guillotine, Fernsehreihe)
- 1990: Sherlock Holmes muss sterben (Hand of a Murderer, Fernsehfilm)
- 1991: Gulag 3 (Zateryannyy v Sibiri)
- 1992: Juwelen des Schicksals (Jewels, Fernseh-Zweiteiler)
- 1995: Haunted – Haus der Geister (Haunted)
- 1996: Geschichten aus der Gruft (Tales from the Crypt, Fernsehserie, Folge About Face)
- 2000: David Copperfield (Fernsehfilm)
- 2006: Agatha Christie’s Marple: Lauter reizende alte Damen (Marple: By the Pricking of My Thumbs, Fernsehfilm)
- 2010: The King’s Speech
- 2015: The Syndicate (Fernseh-Miniserie, 6 Folgen)
- 2019: The Professor and the Madman
- 2020: The English Game (Fernseh-Miniserie, 5 Folgen)

## Auszeichnungen

### BAFTA-TV-Award
- 1982: Bester Hauptdarsteller für Brideshead Revisited

### Emmy
- 1982: nominiert als Bester Hauptdarsteller in einer Mini-Serie oder Special für Brideshead Revisited

### Golden Globe
- 1983: Bester Hauptdarsteller in einer Mini-Serie oder TV-Film für Brideshead Revisited
- 1993: nominiert als Bester Hauptdarsteller in einer Mini-Serie oder TV-Film für Juwelen des Schicksals